# ギリシャ正教
ギリシャ正教（ギリシャせいきょう）は、キリスト教の教派・教会組織を指す言葉。
1. 全世界の正教会全体を指す通称

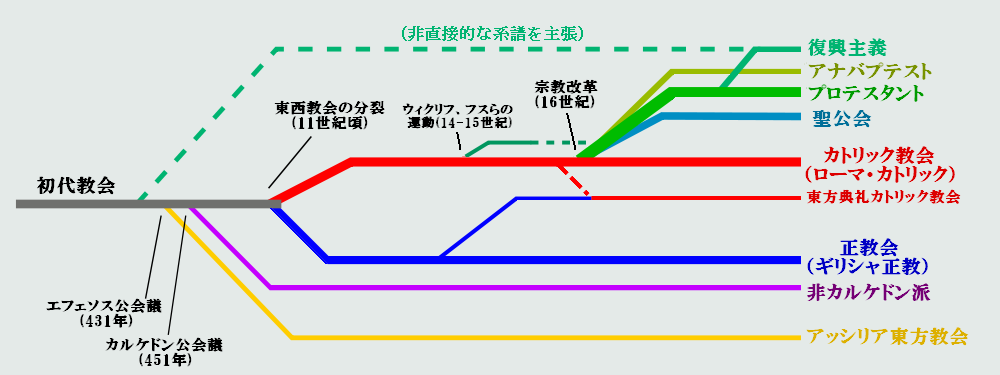
正教会と他のキリスト教教派の関係。正教会（東方正教会・ギリシャ正教）は灰色（東西教会の分裂前）および青色（東西教会の分裂後）で表されている。

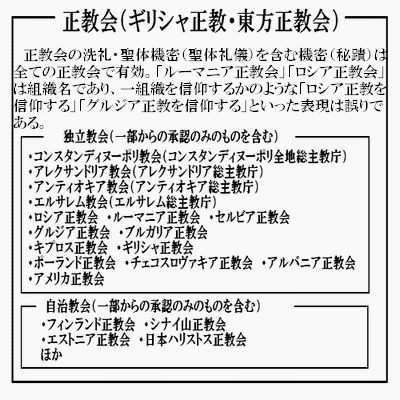
正教会の教会機構図解

2. 上記正教会の一組織としてのギリシャ共和国にあるギリシャ正教会

という主に2つの意味で用いられるので、どちらの意味で用いられているのかは文脈ごとに判断する必要がある。以下にそれぞれの語義を述べるが、詳細はそれぞれの記事を参照。日本における正教会の現状については日本ハリストス正教会を参照。
なお、英語の"Greek Orthodoxy", "Greek Orthodox", "Greek Orthodox Church"にも、同様に文脈で判断する必要のある語義上の混乱（教派名か一独立正教会組織名か）がある。

## 正教会全体を指す通称
1世紀に起源を持つ正教会は、主にギリシャ・東ローマ帝国を中心に伝統を継承したために「ギリシャ正教」の通称が使われるキリスト教の教派の一つである。正教会は自らをローマ・カトリックから分かれた教会であるとは考えず、自らこそを初代教会からの正統としている。
東西教会の分裂以降のカトリック教会、聖公会、プロテスタント教会などの西方教会と対置して東方正教会とも呼ばれるが、「ギリシャ正教」の表記は世界史教科書等で頻繁に使われる。
なお、ギリシャおよびロシアをはじめとした東欧を中心に広まったこれらの正教会と、東方諸教会のうち同じく「正教会」を名乗る非カルケドン派正教会の諸教会とを区別しなければならない場合、前者の総称として「ギリシャ正教」が多用される。

## ギリシャ共和国内のギリシャ正教会

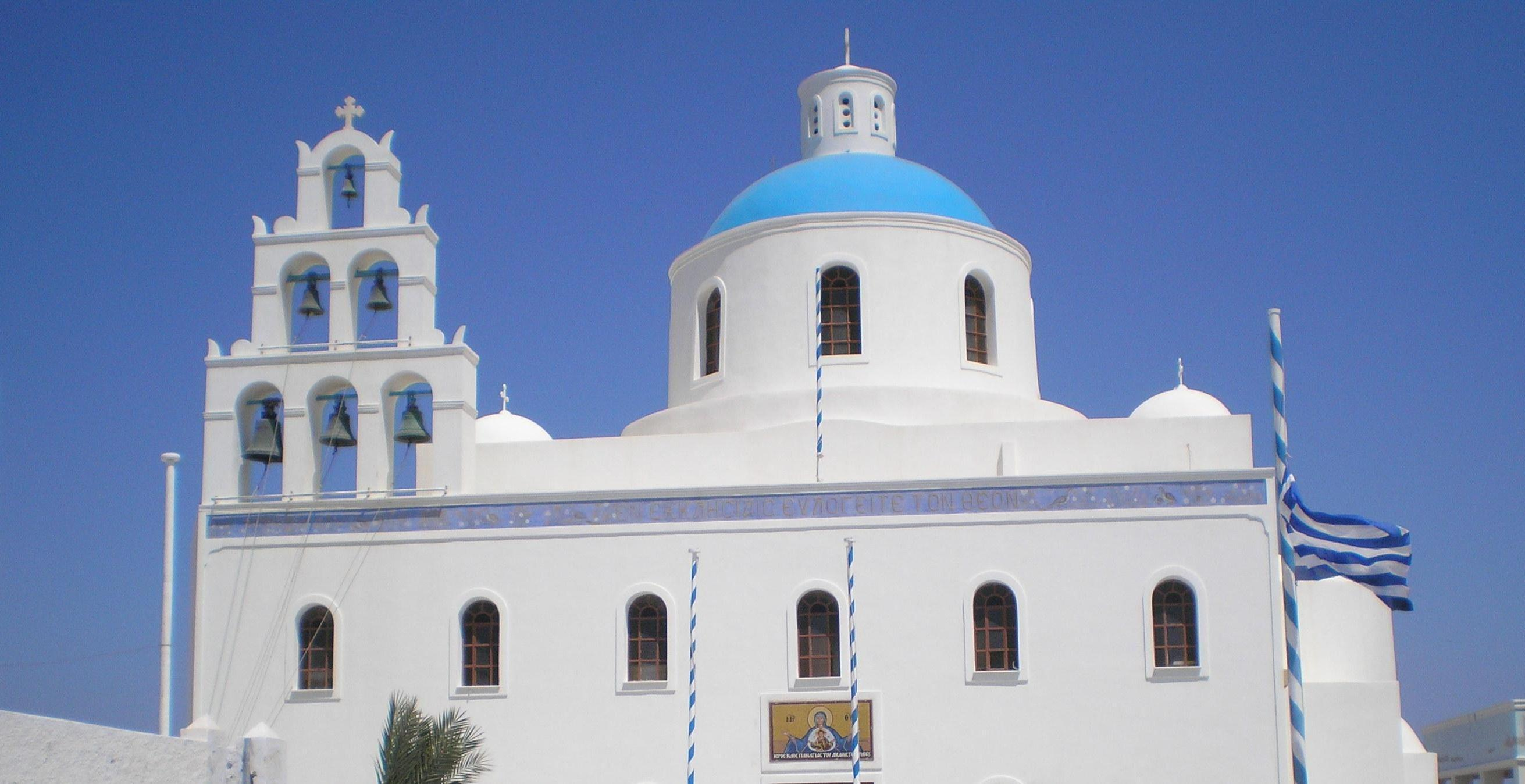
サントリーニ島にあるギリシャ正教会の聖堂。

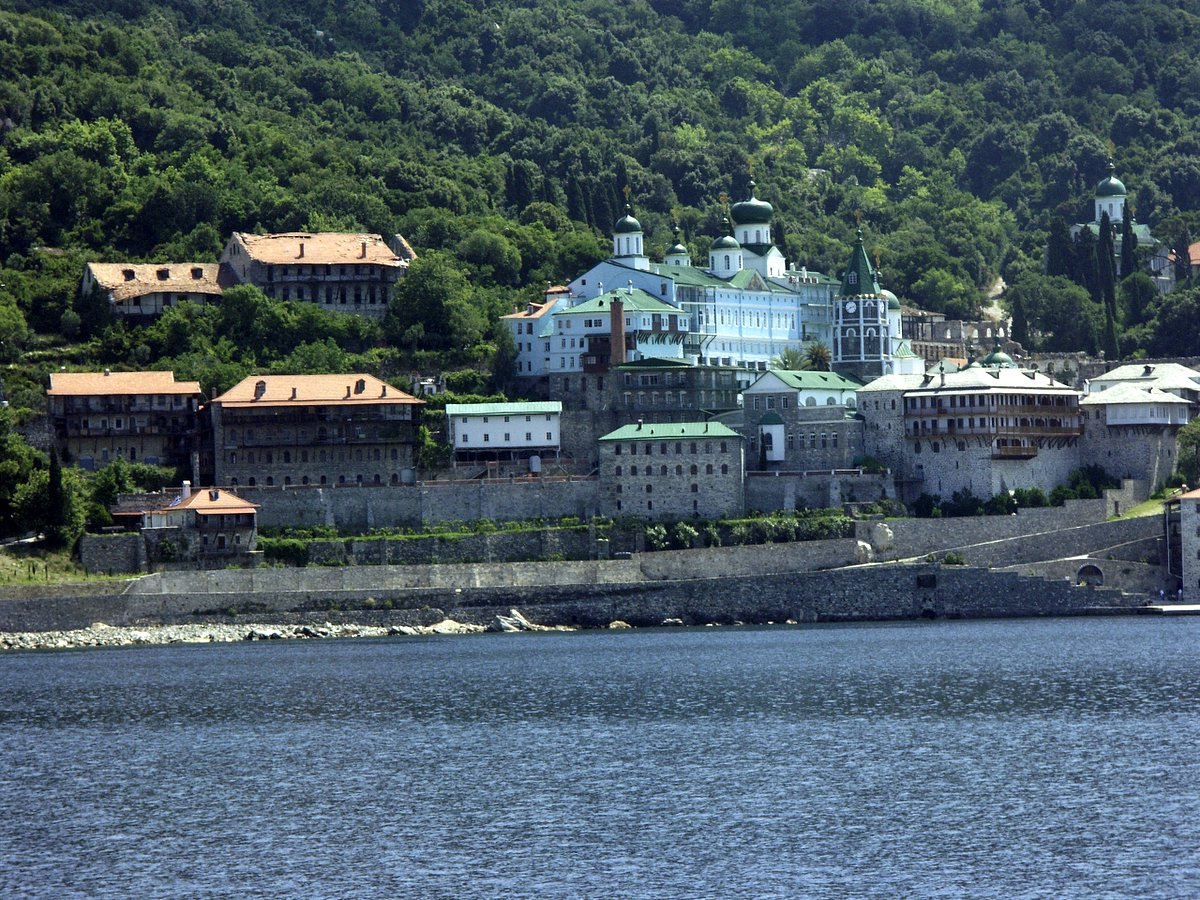
聖パンテレイモン修道院。正教会における修道の一大中心地でありギリシャ内の自治共和国であるアトス山にある、ロシア正教会系の修道院。

ギリシャ正教会（ギリシア語: Εκκλησία της Ελλάδος、英語: Church of Greece）は、クレタ島を除くギリシャ共和国内の正教信徒を管轄する独立正教会の名。コンスタンティノープル総主教ではなくアテネ大主教が管掌している。
正教会は少なくない例外はあるものの、国ごとに「国名＋正教会」の名を冠する一つの組織を整える事が基本である。他の例としてはロシア正教会、ルーマニア正教会、ブルガリア正教会、グルジア正教会、日本正教会などがある。しかしこれら各国ごとの正教会が異なる教義を信奉している訳ではなく、同じ信仰を有している。